# More of Roy Orbison's Greatest Hits
More of Roy Orbison's Greatest Hits es un álbum recopilatorio del músico estadounidense Roy Orbison, publicado por la compañía discográfica Monument Records en julio de 1964. Alcanzó el puesto decimonoveno en la lista estadounidense Billboard 200.

## Lista de canciones
Cara A
1. "It's Over" (Orbison, Bill Dees)
2. "Blue Bayou" (Orbison, Joe Melson)
3. "Indian Wedding" (Orbison, Bill Dees)
4. "Falling" (Orbison)
5. "Working for the Man" (Orbison, Joe Melson)
6. "Pretty Paper" (Willie Nelson)

Cara B
1. "Mean Woman Blues" (Claude Demetrius)
2. "Lana" (Orbison, Joe Melson)
3. "In Dreams" (Orbison)
4. "Leah" (Orbison)
5. "Borne on the Wind" (Orbison, Bill Dees)
6. "What'd I Say" (Ray Charles)

## Posición en listas
Álbum
| País           | Lista         | Posición |
| -------------- | ------------- | -------- |
| Estados Unidos | Billboard 200 | 19       |

Sencillos
| Sencillo    | País           | Lista             | Posición |
| ----------- | -------------- | ----------------- | -------- |
| «It's Over» | Estados Unidos | Billboard Hot 100 | 9        |
| «It's Over» | Reino Unido    | UK Singles Chart  | 1        |